# Nyctimene minutus
Nyctimene minutus — вид рукокрилих, родини Криланових. 

## Середовище проживання
Це вид гірських районах островів Буру і Серам в Індонезії.